# Mariya Ocher

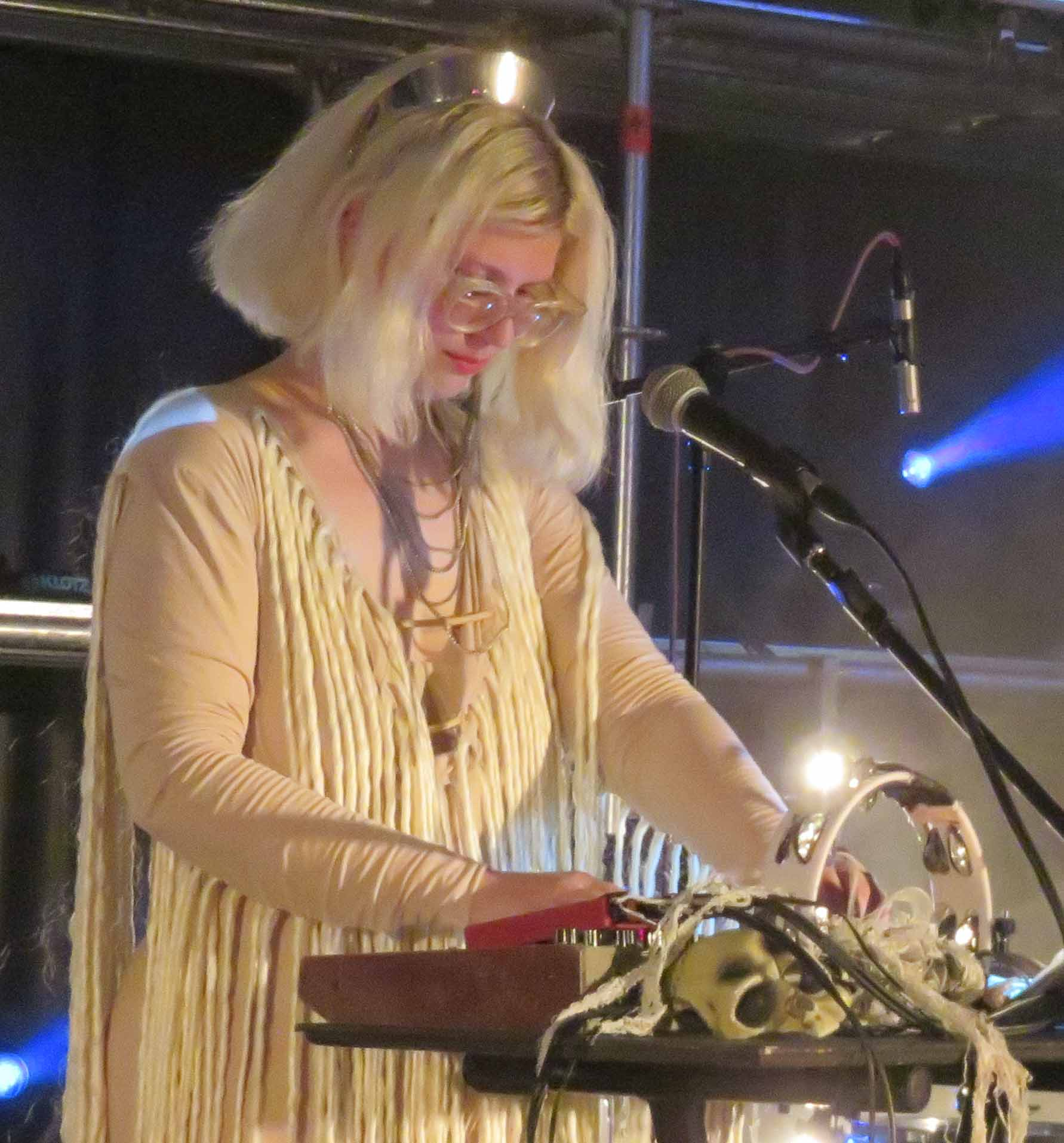
Mary Ocher (2017)

Mariya Ocher (* 10. November 1986 in Moskau, UdSSR als Mariya Ocheretianskaya, russisch Мария Очеретянская), besser bekannt unter ihrem Pseudonym Mary Ocher, ist Musikerin, Lyrikerin, Regisseurin und Künstlerin („progressive, kosmopolitische und feministische Bohemienne“). Sie ist russischstämmige Israelin und lebt in Berlin.

## Leben
Mariya Ocher wurde am 10. November 1986 in Moskau als Mariya Ocheretianskaya als einziges Kind eines Puppenspielers und einer arbeitslosen Ingenieurin geboren. Noch vor ihrem fünften Geburtstag im Jahr 1991 zog die Familie erst in die Region Negev in ein Kibbutz und kurze Zeit später nach Tel Aviv, wo Mariya eine jüdische Schule besuchte und ihren Vornamen in Miriam ändern musste. Als Teenager konzentrierte sie sich in der Schule auf Kunst und Film, bis sie zu Beginn der 12. Klasse ihre Schullaufbahn beendete. Mit 18 Jahren änderte sie ihren Nachnamen in Ocher.
Im Oktober 2007 zog Ocher von Tel Aviv nach Berlin um.

## Karriere
Bereits mit elf Jahren begann Mary Ocher Liedtexte zu schreiben und nahm ihren ersten Song mit 14 Jahren auf.
Wichtige Einflüsse auf ihr musikalisches Schaffen sind Nina Hagen, Buffy Sainte-Marie und Lydia Lunch.
Im Dezember 2006 gründete Ocher die Band Mary and The Baby Cheeses, mit der sie Ende 2007 nach Berlin umzog und insgesamt fünf Veröffentlichungen (u. a. Analog Music For A Digital Generation) in Eigenregie entstanden.
Am 11. März 2011 erschien ihr erstes Solo-Studioalbum War Songs bei dem Label Haute Areal in Deutschland, Österreich, Spanien und der Schweiz. Die erste Single des Albums On The Street of Hard Labour erschien zwei Wochen zuvor am 25. Februar 2011. Noch im selben Jahr wurde Ocher vom Produzenten King Khan in einer Karaokebar entdeckt und in seine Moon Studios eingeladen.
Im Oktober 2012 begleitete Ocher die Autorin Sibylle Berg zusammen mit den Schauspielern Katja Riemann und Matthias Brandt auf deren Lesetour für das Buch Vielen Dank für das Leben.
Mit King Khan als Produzenten wurde mit Eden am 14. Juni 2013 das zweite Studioalbum Ochers veröffentlicht, dieses Mal beim Hamburger Label Buback.
Ocher trat in einer Folge der arte-Serie Durch die Nacht mit … auf, in der sie gemeinsam mit der ehemaligen Pornodarstellerin Sasha Grey Hamburg erkundete. Die Episode wurde Anfang Dezember 2013 ausgestrahlt.
Im November 2013 war Mary Ocher zusammen mit Hans Unstern auf Tour.

## Diskografie

### Reguläre Alben
- War Songs (2011; Haute Areal)
- Eden (2013; Buback)
- The Fictional Biography of Mary Ocher - The home recordings (2006-2015) (2015)
- Mary Ocher + Your Government (2016; Klangbad)
- The West Against The People (2017; Klangbad)
- Faust Studio Sessions and Other Recordings (2017, Klangbad)
- Approaching Singularity: Music for The End of Time (2023, Underground Institute)
- Your Guide to Revolution (2024, Underground Institute)

### Kompilationenbeiträge
- The Sound Of War auf Riot Grrrl Berlin: This is what Feminism sounds like[3]